# Ahmad ibn Muhammad Ghaffari
Ahmad ibn Muhammad Ghaffari (mort a Daybul, Sind, el 1567) fou un historiador persa, d'una família establerta a Qazwin. El nom Ghaffari derivava de l'imam xafita Nadjm al-Din Abd al-Ghaffar (autor d'al-Hawi al-saghir, mort el 1266). Era cadi a Qazwin.
Va escriure l'obra Negarestan, amb anècdotes històriques ordenades cronològicament, i l'obra Nosakhe Djahan-Ara, història de les dinasties musulmanes fins al 1564.